# 메이슨 램지
메이슨 램지(Mason Ramsey, 2006년 11월 16일 ~ )는 미국의 컨트리 가수이다. 인터넷에서 walmart yodel kid로 유명해지면서 데뷔하였다.

## 경력
2018년 3월 24일 당시 12살의 나이에 일리노이주 해리스버그 시에 위치한 월마트에서 행크 윌리엄스의 lovesick blues를 불렀고 이 것을 찍은 영상이 인터넷에 퍼져서 유명세를 타게 되고, 월마트 요들 보이(walmart yodel boy) 혹은 월마트 요들 키드(walmart yodel kid)로 불리게 되며 밈으로서 큰 인기를 끌게 되었다.
2018년 4월에는 엘런 디제너러스 쇼에 출연하게 되고, 이 후 Big Loud 레코드와 계약한 후 Famous라는 노래를 발표하며 공식 데뷔하였다.
2019년 7월 12일에는 당시 빌보드 hot100 1위를 하고 있는 곡인 릴 나스 엑스의 Old Town Road의 새로운 리믹스에 참여하였다.

## 디스코그래피
- 싱글
  - Famous (2018)
  - Lovesick Blues (2018)
  - The Way I See It (2018)
  - Jambalaya (On the Bayou) (2018)
  - White Christmas (2018)
  - Twang (2019)
- 피쳐링
  - Old Town Road (2019)